# Pandemia de COVID-19 no Gana
Este artigo documenta os impactos da pandemia de coronavírus 2019-2020 no Gana e pode não incluir todas as principais respostas e medidas contemporâneas.

## Linha do tempo

### Março
- Em 11 de março, o Ministro das Finanças, Ken Ofori-Atta, disponibilizou o equivalente em cedi para dólar o valor de 100 milhões para aprimorar o plano de preparação e resposta ao Coronavírus de Gana.[1]
- O ministro da Saúde, Kwaku Agyemang-Manu anunciou os dois primeiros casos de Gana em 12 de março de 2020 em uma coletiva de imprensa de emergência.[2] Os testes foram realizados no Instituto Memorial de Pesquisa Médica Noguchi na Universidade de Gana. Os dois casos foram pessoas que retornaram ao país da Noruega e da Turquia, com o início do processo de rastreamento de contatos. Tratou-se um oficial sênior da Embaixada da Noruega em Gana que havia retornado da Noruega.[3]  O outro caso trata-se de um funcionário dos escritórios da ONU em Gana que havia retornado da Turquia.[4]
- Em 15 de março de 2020, quatro novos casos foram confirmados em uma transmissão ao vivo pelo Ministério da Saúde. Viajar para Gana tem sido fortemente desencorajado até novo aviso e também a não admissão de viajantes de países onde pelo menos 200 casos de Coronavírus foram registrados. No entanto, esta restrição não se aplica a cidadãos ganenses e pessoas com permissão de residência.[5][6] Um site com informações foi anunciado pelo Estado.[7]
- Em 15 de março de 2020 às 22h, o presidente Nana Akufo-Addo, em uma coletiva de imprensa sobre o estado dos coronavírus, proibiu todas as reuniões públicas, incluindo conferências, oficinas, funerais, festivais, comícios políticos, atividades da igreja e outros eventos relacionados para reduzir a propagação do coronavírus . Além disso, escolas básicas, escolas secundárias e universidades, públicas e privadas, foram fechadas.[8][9]
- Em 17 de março de 2020, um sétimo caso confirmado foi registrado na região da Grande Accra.[10]
- Em 18 de março de 2020, dois novos casos foram confirmados pelo governo, ambos ganenses que retornavam do Reino Unido e Emirados Árabes Unidos. Como no mesmo dia, três ganeses na Europa morreram da doença.[11]
- Em 19 de março de 2020, o órgão de saúde do país, confirmou dois novos casos em Kumasi, região de Ashanti. Isso elevou para 11 o número de casos confirmados no país.[12]
- Em 29 de março, o governo de Gana instalou um centro de quarentena na capital da Região Norte, Tamale, após a confirmação de 10 novos casos de COVID-19 registrados naquela parte do país, elevando o número de casos para o COVID-19 a 152.[13]
- Em 30 de março, o bloqueio parcial de Accra e Kumasi entrou em vigor.[14] Não foram registrados novos casos neste dia.[15]
- Em 31 de março, nove novos casos foram confirmados, elevando o número para 161 casos confirmados de COVID 19. Os novos casos foram todos em Accra. Três das pessoas infectadas haviam retornado de viagens à Alemanha, França e Hungria, respectivamente.[15]

### Abril
- No dia 1 de abril, o número de casos confirmados chegou a 195, com mais pontos de verificação de segurança e bloqueios de estradas instalados em Accra. Havia um pouco de tráfego intenso de veículos em muitas das barreiras e a maioria dos veículos comerciais não podia atravessar a rodovia Tema.[16]
- Em 4 de abril, 198 mercados da região leste de Gana foram desinfetados como parte do esforço para controlar a pandemia. O Ministério do Governo Local e Desenvolvimento Rural se uniu à Moderpest Company e à Zoomlion Ghana para o exercício.[17] O Ministro da Informação anunciou em um tweet que o fechamento das fronteiras foi prorrogado pelo presidente, por mais quinzena a partir da noite de domingo 5 de abril de 2020.[18]  Serviço de Saúde de Gana confirmou nove casos adicionais, elevando o total para 214. Seis dos casos foram em Accra e três em Kumasi.[19]
- Em 5 de abril de 2020, não foram registrados novos casos.[15]
- Em 6 de abril de 2020, 73 novos casos são confirmados e o número total de casos sobe para 287. Os novos casos estão em Accra e Kumasi.[20][21]
- Em 8 de abril de 2020, o número de confirmados aumentou para 313, com mais 26 casos e uma morte registrados. A Região Central registrou seu primeiro caso. A pessoa infectada é um clérigo de 57 anos que voltou para o país do Reino Unido em 17 de março de 2020.[22][23]
- Em 15 de abril de 2020, foi confirmado pelo Serviço de Saúde de Gana que os casos de Gana haviam aumentado para 641. Além dos 17 anteriores que foram relatados como recuperados, 66 testaram negativos uma vez e aguardam um segundo teste, elevando o total a 83 casos que se recuperaram ou receberam alta.[24][25]
- Em 18 de abril de 2020, o número de casos confirmados aumentou em 193, chegando a 834. Houve mais uma morte que elevou a contagem para nove, com 99 recuperações. O número de amostras testadas é 60.916, das quais 1,37% são positivas.[26][27][28][29]
- Em 22 de abril de 2020, o número de casos confirmados foi de 1.154, com 120 paciente recuperados.[30]
- Em 30 de abril de 2020, 403 novos casos são registrados, elevando o total para 2.074. O número de mortos é de 17, com 212 pacientes recuperando. As regiões Savannah, Bono, Ahafo e Bono East ainda não registraram casos.[31][32]

### Maio
- Em 2 de maio de 2020, o número de casos confirmados chegou a 2.169 após o registro de 95 novos casos. Mais um paciente morreu, elevando o número de mortos para 18. O número de recuperações foi de 229, um aumento de 17 recuperados.[33][34]
- Em 4 de maio de 2020, o número de casos confirmados atingiu 2.719 e 294 recuperações, mas o número de mortos permaneceu em 18.[35]
- Em 7 de maio de 2020, 372 novos casos foram confirmados, elevando o total para 3.091. O número de recuperações foi de 303 e as mortes permaneceram em 18. A região de Bono registrou seu primeiro caso, elevando para 13 o número de regiões afetadas pelos casos do COVID-19.[36][37]
- Em 13 de maio de 2020, o número de casos confirmados era de 5.408. Mais duas mortes foram registradas, totalizando 24 com 514 pacientes recuperados da doença.[38]
- Em 14 de maio de 2020, 122 novos casos foram confirmados, elevando o total para 5.530. As recuperações aumentaram para 674 e o número de mortos permaneceu em 24.[39]
- Em 21 de maio de 2020, segundo o Serviço de Saúde de Gana, 187.929 testes foram realizados para o vírus. 49.661 dos testes foram conduzidos como resultado da vigilância de rotina, enquanto 138.268 foram realizados através de rastreamento de contatos.[40]
- Em 23 de maio de 2020, o caso de Gana aumentou para 6.617, com um aumento de 131 novos casos. Não houve novas mortes relatadas nessa data.[41][42]
- Em 25 de maio de 2020, o Serviço de Saúde de Gana registrou 72 novas recuperações, elevando o número total de recuperações para 2.070. Foi confirmado que houve um aumento de 125 novos casos desde os casos confirmados anteriores para 6.808.[43][44][45]
- Em 26 de maio de 2020, o país registrava 6.964 casos, 2.097 pacientes recuperados e 32 mortes.[46][47]